# Geophis latifrontalis
Espèce
Synonymes
- Geophis semiannulatus Smith, 1941

Statut de conservation UICN

 DD  : Données insuffisantes
Geophis latifrontalis  est une espèce de serpents de la famille des Dipsadidae.

## Répartition
Cette espèce est endémique du Mexique. Elle se rencontre entre 1 100 et 2 600 m d'altitude dans les États d'Hidalgo, du Querétaro, de San Luis Potosí et du Tamaulipas.
Sa présence est incertaine dans l'État de Colima.

## Sous-espèces
Selon The Reptile Database (3 septembre 2013) :
- Geophis latifrontalis latifrontalis Garman, 1883
- Geophis latifrontalis semiannulatus Smith, 1941

## Publications originales
- Garman, 1884 "1883" : The reptiles and batrachians of North America. Memoirs of the Museum of Comparative Zoology, Cambridge (Massachusetts), vol. 8, no 3, p. 1-185 (texte intégral).
- Smith, 1941 : A new Geophis from Mexico. Proceedings of the New England Zoölogical Club, vol. 18, p. 49-55.